# Pandemia de COVID-19 en Alabama
Los primeros casos de la pandemia de COVID-19 en Alabama, estado de los Estados Unidos, inició el 13 de marzo de 2020. Hay 29.126 casos  confirmados, 15.974 recuperados y 828 fallecidos.

## Cronología

### Marzo
El 13 de marzo, Alabama anunció sus primeros casos conocidos de coronavirus en una persona que había viajado recientemente desde Illinois, y al final del día el estado reportó seis casos en total. Ese mismo día, la gobernadora Kay Ivey declaró el estado de emergencia debido a la propagación del coronavirus y anunció que todas las escuelas permanecerían cerradas desde el 18 de marzo hasta el 6 de abril.
El 15 de marzo, la gobernadora Ivey autorizó a los directores de agencias estatales a implementar el trabajo desde el hogar y horarios de trabajo flexibles. El 16 de marzo, el Departamento de Salud Pública de Alabama anunció recomendaciones sobre reuniones públicas, establecimiento de alimentos y otros lugares de venta minorista y negocios, incluida la no reunión masiva de más de 50 personas o más.
El 18 de marzo, una orden de salud estatal prohibió todas las reuniones no relacionadas con el trabajo de más de 25 personas o cualquier reunión no relacionada con el trabajo que no pueda mantener un espacio constante de seis pies entre las personas. Playas públicas y privadas cerradas. Las elecciones primarias de segunda vuelta para la presidencia de los Estados Unidos en Alabama se pospusieron para el 14 de julio.
El 20 de marzo, el gobernador Ivey autorizó hasta 100 miembros de la Guardia Nacional de los Estados Unidos para ayudar con la respuesta "si fuera necesario". El Departamento de Salud Pública de Alabama refinó la orientación sobre las reuniones públicas. La Universidad de Auburn anunció el aplazamiento de su ceremonia de graduación de primavera y un cambio a clases completamente en línea después de las vacaciones de primavera.
El 24 de marzo, Birmingham, la ciudad más gran del estado, emitió una orden de quedarse en casa (como toque de queda de 24 horas) vigente hasta el 3 de abril. La primera muerte en el estado se informó en el condado de Jackson. El alcalde de la ciudad de Tuscaloosa, Walt Maddox, emitió un toque de queda en toda la ciudad que duró desde las 10:00 p. m. hasta las 5:00 a. m. todos los días, efectivo del 27 de marzo al 3 de abril.
En una conferencia de prensa del 26 de marzo, Ivey dijo que no emitiría una orden de refugio en el lugar, diciendo "... no somos Luisiana, no somos el estado de Nueva York, no somos California... en este momento no es la hora de ordenar a las personas que se refugien en el lugar ". Tuscaloosa extendió su toque de queda en toda la ciudad a 24 horas, comenzando el 29 de marzo a las 10:00 p. m., programado para durar una semana más. La orden de quedarse en casa de Tuscaloosa (la segunda en el estado) se produjo después de la opinión del fiscal general de Alabama Steve Marshall publicada el mismo día que proporcionó a las ciudades y condados más autoridad para combatir la pandemia.
El 27 de marzo, se ordenó el cierre de todas las "empresas no esenciales" en el estado hasta el 17 de abril, incluidas las peluquerías, tiendas de muebles, gimnasios, casinos, teatros, salas de juego, clubes nocturnos, salones y spas. Las tiendas de alcohol ABC permanecerían abiertas. El gobernador Ivey nuevamente se negó a emitir una orden de refugio en el lugar en todo el estado, diciendo "Tengo la responsabilidad de buscar en todo el estado y en este caso, una talla no sirve para todos" y que ella tiene que "vigilar la economía "; Agregó que no se opondría a los esfuerzos de contención a nivel de condado y ciudad. El alcalde de Montgomery, Steven Reed, promulgó un documento indefinido a las 10:00 p. m. a las 5:00 a. m. toque de queda a partir del 27 de marzo.
El Departamento de Trabajo de Alabama informó que 59.783 personas solicitaron desempleo del 22 al 26 de marzo, un crecimiento de cinco veces respecto a la semana anterior.
El Arzobispo Thomas John Rodi de la Arquidiócesis de Mobile y el Obispo Robert Joseph Baker de la diócesis de Birmingham continuaron la suspensión de la Misa pública en Alabama hasta el 18 de abril, lo que significa que no habrá Misa del Domingo de Pascua el 12 de abril, en lo que Rodi llamó una "decisión dolorosa". Baker y Rodi emitieron inicialmente la suspensión de la misa pública el 17 de marzo.
Para el 28 de marzo, el virus se confirmó en al menos seis hogares de ancianos en el estado. La gobernadora Ivey anunció el 28 que Apple donó 63,000 máscaras N95 para los proveedores de atención médica de Alabama.
Los residentes en el área de Opelika tenían un servicio de "Estacionar y orar" dos veces al día en apoyo del personal del hospital en el Centro Médico del Este de Alabama, en ese momento el único hospital que informaba la muerte de COVID-19.

### Abril
El 2 de abril, los modelos proyectaban que Alabama tenía la cuarta tasa más alta de muertes por COVID-19 en la nación. En respuesta, Ivey ordenó un quinto Estado de Emergencia Suplementario (el tercero fue el 23 de marzo y el cuarto fue el 27 de marzo) para reducir la burocracia para los proveedores de atención médica, lo que incluye permitir enfermeras certificadas, parteras, asistentes médicos y asistentes de anestesia. practicar en un centro de salud autorizado. También ordenó a la junta estatal que adopte reglas de emergencia para permitir el restablecimiento acelerado de las licencias médicas; se trasladó para ampliar la capacidad de los centros de atención médica y se permitió que las cárceles locales liberen a los infractores de libertad condicional o en libertad condicional que han estado bajo custodia durante más de 20 días sin una audiencia.
Se informó que todos los días desde el 23 de marzo, el Departamento de Salud compartía una lista de direcciones de pacientes confirmados con COVID-19 con la Junta del 911 de Alabama para difundirla a los distritos locales de respuesta al 911, según los informes, para proteger a los socorristas de una infección, una posible violación de Ley de confidencialidad del paciente. (Massachusetts) era el único otro estado que se sabía que estaba haciendo esto en ese momento. La Junta del 911 dijo que la política se implementó después de que numerosas agencias estatales expresaron su preocupación sobre la protección de los socorristas.
El 3 de abril, Ivey emitió una orden de estadía en el hogar hasta el 30 de abril. Mobile hizo lo mismo con una orden vigente hasta el 30 de abril.
Las autoridades del condado de Montgomery informaron que recibieron 5.880 máscaras quirúrgicas de la Reserva Nacional Estratégica con una fecha de vencimiento de 2010; Según los informes, las máscaras tenían podredumbre seca y eran inútiles.
En la mañana del 18 de abril, según el Departamento de Salud, hubo 146 muertes reportadas, 113 muertes confirmadas, más de 4,600 casos confirmados, con 42,500 personas examinadas. El 19 de abril, la Guardia Nacional realiza el primer proceso de desinfección y descontaminación de hogares de ancianos para COVID-19 y planea hacer más hogares de ancianos en todo el estado.

### Junio
A principios de junio, el tablero del Departamento de Salud Pública de Alabama no reportó nuevos casos. El 4 de junio, afirmaron, "la tubería de vigilancia nacional se está abrumando" por un gran aumento en los resultados de las pruebas. El 6 de junio, afirmaron: "Como resultado de una acumulación de informes, este panel parece mostrar aumentos considerables en todos los números".
El 4 de junio, al menos cinco jugadores de fútbol de la Universidad de Alabama dieron positivo para COVID-19.
El 16 de junio, el ayuntamiento de Montgomery votó polémicamente 4-4 en una ordenanza para exigir que se usen máscaras en reuniones públicas de 25 personas o más. Al día siguiente, por consejo de los funcionarios de salud, el alcalde Steven Reed anuló el empate y promulgó el mandato por orden ejecutiva.

## Impacto

### En el deporte
En los deportes universitarios, la National Collegiate Athletic Association canceló todos los torneos de invierno y primavera, especialmente los torneos de baloncesto de hombres y mujeres de la División I, afectando a colegios y universidades de todo el estado. El 16 de marzo, la Asociación Atlética Nacional de Junior College también canceló el resto de las temporadas de invierno, así como las temporadas de primavera. Los deportes de secundaria también fueron cancelados.
Los Juegos Mundiales de 2021 en Birmingham, originalmente programados para el 15 y 25 de julio de 2021, se pospusieron para el 7 y 17 de julio de 2022.
El entrenador en jefe de fútbol de Alabama Crimson Tide, Nick Saban, y su Fundación Nick's Kids donaron a bancos de alimentos, contribuyeron al programa 211, proporcionaron comidas a los trabajadores del Centro Médico Regional de DCH y filmaron anuncios de servicio público.
El debut del equipo de las Ligas Menores de Béisbol, los Pandas de Basura de Rocket City, estaba programado para el 9 de abril de 2020, pero se pospuso indefinidamente.